# Harry Lehmann
 (février 2021).
Pour les articles homonymes, voir Lehmann.
Harry Lehmann (né en 1965 à Dohna, près de Dresde) est un philosophe allemand qui s'est fait connaître par ses thèses sur la philosophie de la musique et a eu ainsi une influence significative sur les réflexions autour de la nouvelle musique.

## Biographie
Lehmann a étudié la physique à l'Université d'État de Saint-Pétersbourg de 1986 à 1992. À partir de 1992, il a étudié la philosophie à l'université Humboldt de Berlin et la philosophie des sciences à l'université de Leeds. En 2003, il a obtenu son doctorat à l'université de Potsdam avec une thèse sur la théorie des systèmes de Niklas Luhmann. Depuis lors, il travaille principalement en tant qu'écrivain free-lance.
Lehmann vit à Berlin.

### En français
- La Révolution digitale dans la musique ((de) Die digitale Revolution der Musik. Eine Musikphilosophie, Mainz: Schott Music 2013,  (ISBN 978-3795708252)), Éditions Allia, trad. Martin Kaltenecker, 2017

### En allemand
- Ästhetische Erfahrung. Eine Diskursanalyse, Paderborn: Wilhelm Fink 2016,  (ISBN 978-3770561391)
- Gehaltsästhetik. Eine Kunstphilosophie, Paderborn: Wilhelm Fink 2016,  (ISBN 978-3770559831)
- Autonome Kunstkritik (Hg.), Berlin: Kulturverlag Kadmos 2012.
- Die flüchtige Wahrheit der Kunst. Ästhetik nach Luhmann, München: Wilhelm Fink 2005,  (ISBN 978-3770541935)

## Articles (sélection)
- Kunst und Kunstkritik in Zeiten politischer Polarisierung. Ein Kippmodell des politischen Raumes, in: Merkur. Deutsche Zs. für europäisches Denken, Heft 853/Juni 2020, S. 5–21. (online)
- Die dritte Option der Kunstfreiheit, in: ZEIT ONLINE 28. Mai 2019.(online)
- Konzeptmusik. Katalysator der gehaltsästhetischen Wende in der Neuen Musik, in: Neue Zeitschrift für Musik, 1/2014, S. 22–25, 30–35, 40–43.(online)
- Warum die DDR am Design gescheitert ist, in: Lettre International, Heft 86/2009, S. 125–132. (online)
- Zehn Thesen zur Kunstkritik, in: Merkur. Deutsche Zs. für europäisches Denken, Heft 714/2008, S. 982–994. (online)
- Geschichten aus dem blinden Fleck – Zur Erzählphilosophie von Ingo Schulze, in: Sinn und Form, Heft 3/09, Berlin: Aufbau 2009, S. 390–410.(online)
- Avantgarde heute. Ein Theoriemodell der ästhetischen Moderne, in: Musik & Ästhetik, Jg. 10, Heft 38 (April 2006), S. 5–41 (online)